# Deutsche Wiedergutmachungspolitik
Mit dem Begriff deutsche Wiedergutmachungspolitik werden die Maßnahmen Deutschlands zusammengefasst, durch die Verfolgte des Nationalsozialismus materiell entschädigt wurden. Sie ist ein Teilaspekt der deutschen Vergangenheitsbewältigung nach dem Zweiten Weltkrieg.
Obwohl der Begriff „Wiedergutmachung“ nicht bedeutet, dass erlittenes Leid und jahrelange Entrechtung, Freiheitsentzug und Gesundheitsschäden durch die gewährten Leistungen abgegolten und „wieder gut gemacht“ werden können, hat sich der Ausdruck in der Fachwelt durchgesetzt.
Die Wiedergutmachung wurde in der Bundesrepublik auf die folgenden Arten geleistet:
- Rückerstattung der den Verfolgten durch Gewalt- und andere Unterdrückungsmaßnahmen entzogenen und noch feststellbaren Vermögensgegenstände direkt an ihre ehemaligen Eigentümer oder deren Rechtsnachfolger (bei erbenlosem Vermögen an jüdische Organisationen),
- Erfüllung der Geldverbindlichkeiten des Reichs, die dadurch entstanden sind, dass dem Verfolgten durch nationalsozialistische Gewaltmaßnahmen entzogene Vermögensgegenstände nicht mehr feststellbar sind und deshalb Ersatz in Geld zu leisten ist, sowie
- Entschädigung in Geld für Schäden,  die den Verfolgten durch nationalsozialistische Gewaltmaßnahmen an Leben, Körper, Gesundheit, Freiheit, Eigentum und Vermögen sowie im beruflichen und im wirtschaftlichen Fortkommen zugefügt worden sind (Wiedergutmachung im engeren Sinn), außerdem
- Sonderregelungen auf verschiedenen Rechtsgebieten, insbesondere in der Sozialversicherung[4][5][6] oder
- Wiedergutmachung immaterieller Art durch die Aufhebung von NS-Unrechtsurteilen oder die Wiedererlangung der deutschen Staatsangehörigkeit (Art. 116 Abs. 2 GG) und akademischer Grade.[7]

In der DDR wurden unter Wiedergutmachung fast ausschließlich die deutschen Reparationsleistungen an die Sowjetunion angesehen. Daher betrachtete die DDR ihre internationalen Pflichten nach dem Ende der Reparationen im Herbst 1953 als abgegolten und verweigerte Verhandlungen über Entschädigungen, sowohl mit den Staaten des Warschauer Pakts als auch insbesondere mit Israel.
Angesichts der immer länger zurückliegenden Zeit von Holocaust und Wiedergutmachung, der demographischen Entwicklung in Deutschland mit Generationen ohne familiären, regionalen oder kulturellen Bezug zur Zeit des Nationalsozialismus und vor dem Hintergrund von zunehmendem Antisemitismus und Holocaustleugnung will das Bundesfinanzministerium im Rahmen der „Transformation der Wiedergutmachung“ Informationen zu den einschlägigen Aktenbeständen des Bundes, der Länder und perspektivisch weiterer Stellen sichtbar und einheitlich zugänglich machen. Die Wiedergutmachung nationalsozialistischen Unrechts wandelt sich insofern von einer aktiven Unterstützung für die Opfer der Verfolgung hin zu politischen Aktivitäten, bei denen die Vermittlung dessen, wie die Bundesrepublik national und international zur Wiedergutmachung beigetragen hat, im Mittelpunkt steht.

## Historische Entwicklung

### Alliierte Maßnahmen vor Gründung der Bundesrepublik Deutschland
Erste Maßnahmen zur Unterstützung von Verfolgten des NS-Regimes waren Fürsorgeleistungen der Besatzungsmächte und der Gemeinden für Bedürftige. Bei ihrem Vormarsch hatten die Alliierten in den Westzonen knapp 6,5 Millionen nach Deutschland verschleppte ausländische Zwangsarbeiter und Konzentrationslagerhäftlinge, sogenannte displaced persons (DPs), befreit. Etwa 200.000 jüdische Häftlinge konnten nach Kriegsende aus den Konzentrationslagern gerettet werden, davon etwa 60–75.000 von ihnen auf Reichsgebiet. Hilfsmaßnahmen für überlebende Juden und die aus politischen und religiösen Gründen Verfolgten setzten bald ein, doch waren diese Leistungen in den ersten Jahren regional begrenzt und unkoordiniert. Immerhin wurde dieser Personenkreis bei der Beschaffung von Hausrat, Wohnung und Arbeit sowie bei der Zuteilung rationierter Lebensmittel bevorzugt.
Mit Gründung der Länder in den drei Westzonen (amerikanische, englische und französische Besatzungszone) trat neben reinen Fürsorgeleistungen ein Anspruch auf Entschädigung für Personen- und Vermögensschäden. Dieser Rechtsbereich wurde zunehmend vereinheitlicht und gegenüber der Rückerstattung feststellbarer Vermögensgegenstände verselbständigt.
Die Rückerstattung war in den Jahren 1947 bis 1949 für das Gebiet der späteren Bundesrepublik Deutschland durch Gesetze der damaligen Militärregierungen geregelt worden, z. B. in der amerikanischen Zone mit dem Militärregierungsgesetz Nr. 59, in Kraft getreten am 10. November 1947. Mit diesem Gesetz stimmten die späteren Vorschriften für die britische Zone weitgehend überein. Diese noch von den Besatzungsmächten erlassenen Vorschriften wurden mit dem am 26. Mai 1952 in Bonn unterzeichneten Überleitungsvertrag, in Kraft getreten am 5. Mai 1955, deutsche Rechtsvorschriften und in das Bundesrückerstattungsgesetz von 1957 übernommen (§ 11 Nr. 1a bis d BRüG).
In der amerikanischen Besatzungszone wurden bereits 1946 Ländergesetze erlassen, die zum Zwecke der Wiedergutmachung vorläufige Zahlungen und Leistungen zur Wiederherstellung der Gesundheit, zur beruflichen Ausbildung, zur Begründung einer wirtschaftlichen Existenz oder zur Abwendung einer Notlage sowie Renten an Verfolgte und ihre Hinterbliebenen vorsahen. Das zoneneinheitliche Gesetz zur Wiedergutmachung nationalsozialistischen Unrechts (Entschädigungsgesetz) — USEG wurde im August 1949 nach Inkrafttreten des Grundgesetzes durch besondere Landesgesetze in Bayern, Bremen, Baden-Württemberg und Hessen eingeführt und ging 1956 im Bundesentschädigungsgesetz (BEG) auf.
Diese frühen Entschädigungsleistungen zeigten auch Nachteile: Geldansprüche wegen verfolgungsbedingt entrichteter Sonderabgaben wie der Judenvermögensabgabe oder der Reichsfluchtsteuer wurden in Reichsmark berechnet und im Verhältnis 10:2 in Deutsche Mark umgerechnet (§ 59, § 11 BEG). Die Währungsreform minderte den Wert. Manche staatenlose Juden, die in die Vereinigten Staaten von Amerika auswandern wollten, traten ihre Ansprüche gegen einen Vorschuss an deutsche Banken ab.

### Maßnahmen der Bundesrepublik Deutschland

#### Weitergelten der Gesetze und Verordnungen der Alliierten
Gemäß Artikel 2 Abs. 1 des Überleitungsvertrages vom 26. Mai 1952 galten alle Gesetze und Verordnungen der Besatzungsmächte unverändert weiter, insbesondere auch die Vorschriften, die Entschädigungsleistungen u. Ä. betrafen. Die Vorgaben der Alliierten waren auch grundlegend für die gesamte weitere Gesetzgebung in der Bundesrepublik für die Entschädigungen derjeniger Personen, die aus rassischen, politischen oder religiösen Gründen verfolgt worden waren.
Viele Deutsche hielten Entschädigungsleistungen für Kriegerwitwen, Heimatvertriebene und Bombengeschädigte für vordringlich. Zu bewältigen war zudem die Integration der NS-Belasteten. Die ablehnende Haltung der Öffentlichkeit wurde dadurch bestärkt, dass Fälle von angeblichem oder tatsächlichem Missbrauch von Entschädigungsleistungen bekannt wurden (zum Beispiel Unterschlagungen durch Philipp Auerbach oder die umstrittenen Zahlungen an Eugen Gerstenmaier). Aus taktischen Gründen wurden daher die wenig populären Entschädigungsmaßnahmen für NS-Verfolgte stets zeitgleich mit Gesetzen zugunsten einer der anderen Gruppen beschlossen.

#### Londoner Schuldenabkommen
Auch das Londoner Schuldenabkommen von 1953 sah andere Prioritäten vor. Darin verzichteten die Alliierten auf Teile ihrer Vorkriegsschulden sowie der Rückzahlung ihrer Wirtschaftshilfe; die verbleibende Schuldensumme sollte jedoch vorrangig getilgt werden, alle anderen Zahlungsverpflichtungen Deutschlands wie Reparationen wurden bis zum Abschluss eines Friedensvertrages aufgeschoben.

#### Ergänzende Gesetze im Jahr 1953
Erste Versuche, die Anwendung der gemäß dem Überleitungsvertrag geltenden Bestimmungen zu vereinheitlichen und zu optimieren, wurden im Jahr 1953 am Ende der ersten Legislaturperiode unternommen.
Am 3. August 1953 beschloss der Bundestag das „Gesetz zur Wiedergutmachung nationalsozialistischen Unrechts in der Kriegsopferversorgung für Berechtigte im Ausland“.
Außerdem wurde das Bundesergänzungsgesetz (BErG) vom 1. Oktober 1953 beschlossen. Es traf eine bundeseinheitliche Regelung für die Entschädigung der an Leben, Körper und Gesundheit, Freiheit, Eigentum und Vermögen erlittenen Einbußen. Allerdings waren nur deutsche Staatsangehörige antragsberechtigt; zudem mussten sie ihren Wohnsitz in Westdeutschland haben. In dem Gesetz wurde die Entschädigungssumme auf fünf Mark pro Tag „Freiheitsentzug“, der in einem KZ, Ghetto oder Zuchthaus verbracht wurde, festgelegt.

#### Bundesentschädigungsgesetz vom 29. Juni 1956
Ein großzügiger ausgelegtes Bundesentschädigungsgesetz (BEG) vom 29. Juni 1956 erweiterte den Kreis der Personen und umfasste weitere Tatbestände, schloss allerdings viele Ansprüche von Personen mit Wohnsitz im Ausland weiterhin aus. Sowjetische Kriegsgefangene, Zwangsarbeiter, prominente Kommunisten, Roma, Sinti, Jenische, Euthanasieopfer, Zwangssterilisierte, als „asozial“ Verfolgte sowie Homosexuelle blieben unberücksichtigt.
In der Bundeszentralkartei (BZK) werden (Stand April 2020) auf ca. 2 Millionen Karteikarten die Namen und weitere Daten der BEG-Antragsteller erfasst.

#### BEG-Schlussgesetz von 1965
Die Novellierung des Bundesentschädigungsgesetzes von 1965 sollte ausdrücklich die „nationale Ehre“ wiederherstellen und einen „würdigen Schlussstrich“ setzen. Es enthielt zahlreiche Verbesserungen, Verlängerungen von Fristen und Ausnahmen für Härtefälle. Im Vorfeld kam es zu Auseinandersetzungen zwischen Regierung (Kabinett Erhard I) und Opposition, da Verfolgte außerhalb der Grenzen von 1937 immer noch ausgeschlossen blieben. Die Jewish Claims Conference erreichte, dass jedenfalls die seit 1953 nach Israel ausgewanderten osteuropäischen Juden einbezogen wurden, was knapp 1000 Personen betraf.
Nach 1965 wurde die Entschädigungsfrage von den folgenden Bundesregierungen (z. B. der ersten großen Koalition, dem Kabinett Kiesinger) als erledigt angesehen. Zahlungen an Jugoslawien und Polen bezogen sich nicht auf individuelle Entschädigungen; einige Härtefallregelungen wurden neu aufgelegt.
Bis 1965 gab es 28 Bundestagsausschüsse, darunter die vier Folgenden: Wiedergutmachung, Lastenausgleich, Kriegsopfer- und Heimkehrerfragen sowie Heimatvertriebene. Bundestagspräsident Eugen Gerstenmaier regte im November 1965 an, die Zahl der Ausschüsse deutlich zu verringern.

#### Härteleistungen nach der AKG-Richtlinie
Geschädigte der Krankenmorde in der Zeit des Nationalsozialismus, Zwangssterilisierte, Homosexuelle und von den Nationalsozialisten als sogenannte Asoziale und Berufsverbrecher Verfolgte, die nicht zu den Opfern der nationalsozialistischen Verfolgung im Sinne des Bundesentschädigungsgesetzes zählten, konnten nach den Richtlinien der Bundesregierung über Härteleistungen an Opfer von nationalsozialistischen Unrechtsmaßnahmen im Rahmen des Allgemeinen Kriegsfolgengesetzes (AKG-Härterichtlinien) vom 7. März 1988 einmalige Beihilfen, laufende Leistungen sowie ergänzende laufende Leistungen in besonderen Notlagen beantragen.

## Rückerstattung von Vermögensgegenständen
Zur Rückerstattung des Vermögens, das unter NS-Herrschaft aufgrund der Verfolgung verloren worden war, erließen die Besatzungsmächte zwischen 1947 und 1949 unterschiedliche Gesetze. Differenzen gab es insbesondere bei der Behandlung der erbenlosen Vermögenswerte. Die Sowjetunion wollte diese als Entschädigung für NS-Verfolgte und für Reparationsleistungen einbehalten, die USA beabsichtigten, diese den jüdischen Organisationen im Ausland auszuhändigen. Die Briten fürchteten hingegen, dass diese Gelder dann in das unter britischem Mandat stehende Palästina fließen würden, und dadurch die Unabhängigkeit und Gründung des Staates Israel beschleunigt werden würde, die insbesondere durch Überlebende des Holocaust angestrebt wurde. Schließlich setzte sich in den drei Westzonen die Linie der USA durch, die bereits 1947 im Militärregierungsgesetz Nr. 59 festgeschrieben war.
Die Rückerstattung war konfliktträchtig. Wenn der Sachverhalt des „Zwangsverkaufs“ vorlag, musste von Juden erworbenes Vermögen – insbesondere Grundstücke und Betriebe – auch bei anderenfalls „gutgläubigem Erwerb“ rückerstattet werden. Zudem führte die Rückabwicklung der Kaufverträge wegen der seit dem Krieg eingetretenen Geldentwertung (Währungsreform 1948) praktisch zu einer fast entschädigungslosen Enteignung der Käufer. Daher kam es häufig zu Streitverfahren vor den zuständigen Wiedergutmachungskammern der Landgerichte und Oberlandesgerichte. Als oberste Instanz zuständig war bis 1955 ein Gerichtshof der jeweiligen Besatzungsmacht, danach das Oberste Rückerstattungsgericht. Die Rückübertragung von Immobilien war im Wesentlichen bis 1957 abgeschlossen. 44 % der Antragsteller lebten in den USA; Geschädigte aus dem Ostblock kamen in Zeiten des Kalten Krieges nicht zum Zuge, insbesondere auch, weil sich die Rückerstattung auf Vermögen beschränkte, das sich in der Bundesrepublik und Westberlin befand.
Im 1957 verabschiedeten Bundesrückerstattungsgesetz (BRüG) verpflichtete sich die Bundesrepublik zur Rückerstattung feststellbarer Vermögensgegenstände einschließlich der Restitution von Raubkunst. Voraussetzung war jedoch, dass diese Gegenstände noch vorhanden und auf das Gebiet der Bundesrepublik Deutschland gelangt waren. So musste etwa ein Antragsteller nicht nur den Wert des geraubten Schmucks glaubhaft machen, sondern auch nachweisen, dass dieser in das westdeutsche Gebiet verbracht worden war. Es gab zahlreiche Prozesse, und die Summe der ausgezahlten Entschädigungsleistungen blieb vergleichsweise gering.
Das Verwaltungsamt für innere Restitutionen sollte des Eigentums ehemaliger KZ-Häftlinge an überlebende Opfer des Nationalsozialismus und Hinterbliebene zurückgeben. Zwischen 1962 und 1964 erfolgte die Übergabe von Effekten und behördlichem Schriftgut an den Internationalen Suchdienst in Arolsen.

## Erfüllung von Altverbindlichkeiten
Die Gesetze der alliierten Militärregierungen enthielten keine Regelung der Rechtsverhältnisse des aktiven und passiven ehemaligen Reichsvermögens. Die Aufteilung des Reichsvermögens nach dem Grundgesetz gehört in den Rahmen der Bundes-Gesetzgebung gem. Art. 134 Abs. 4 GG. Die Frage, ob und in welchem Umfange der Bund für Reichsverbindlichkeiten in Anspruch genommen werden kann, wurde im Allgemeinen Kriegsfolgengesetz von 1957 beantwortet. Das AKG regelt außerdem Ansprüche von Geschädigten, die nicht die Verfolgteneigenschaft im Sinne des § 1 BEG besitzen.

## Entschädigung in Geld

### Globalabkommen mit Israel
Nach zähen Verhandlungen, gegen große Widerstände auch im eigenen politischen Lager und unter erheblichem außenpolitischen Druck unterzeichnete Konrad Adenauer am 10. September 1952 das Luxemburger Abkommen, in dem Warenlieferungen im Wert von 3  Milliarden DM an Israel und die Zahlung von 450 Millionen DM an die Jewish Claims Conference vereinbart wurden. Die Conference on Jewish Material Claims against Germany wurde 1951 als Gesamtvertretung von 52 jüdischen Organisationen in westlichen Ländern gegründet. Die Zahlungen, die in Israel zu starken Kontroversen und öffentlichen Protesten führten, wurden von Ministerpräsident David Ben Gurion als überlebenswichtig angesehen. Sie wurden unter anderem auch für die Eingliederung der Neueinwanderer aus Europa und die rund 600.000 jüdischen Flüchtlingen aus den arabischen Staaten benötigt.
Die Jewish Claims Conference trat daneben immer wieder offensiv für die Interessen der Geschädigten ein. In den Jahren 1957 bis 1962 sahen sich die I.G. Farben, Krupp, AEG, Siemens und Rheinmetall durch den Druck der öffentlichen Meinung in den USA veranlasst, ihre jüdischen Zwangsarbeiter zu entschädigen.
Da die Jewish Claims Conference ausschließlich die Interessen der Glaubensjuden vertritt, wurde bereits im Vorfeld des Luxemburger Abkommens ein Fonds für die von den Nürnberger Gesetzen betroffenen sog. Geltungsjuden gegründet (NGJ-Fonds), die nicht der jüdischen Glaubensgemeinschaft angehören.

### Bilaterale Verträge mit westeuropäischen Staaten

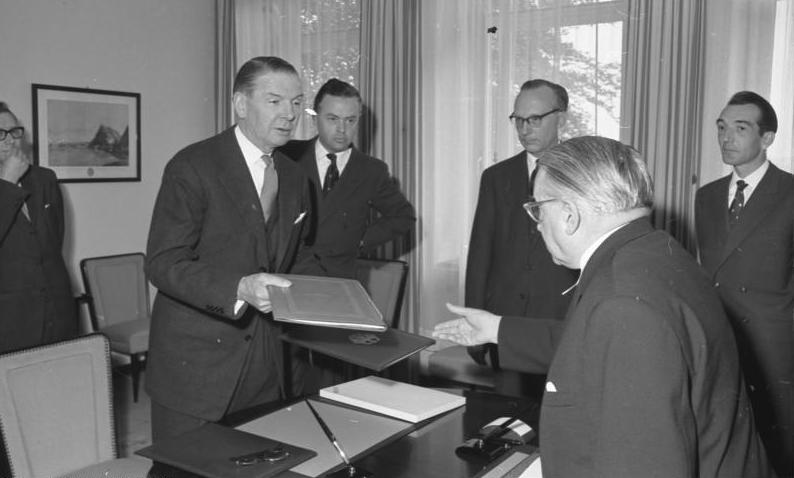
Abkommen mit Dänemark zur Wiedergutmachung – Austausch der Ratifikationsurkunden 1960

Zwischen 1959 und 1964 schloss die Bundesrepublik mit zwölf westeuropäischen Regierungen weitere Verträge zur Wiedergutmachung und Versorgung der Kriegsopfer sowie der aus Gründen der Rasse, des Glaubens oder der Weltanschauung von nationalsozialistischen Verfolgungsmaßnahmen Betroffenen:
| Staat          | Vertragsabschluss  | Betrag in Mio. DM |
| -------------- | ------------------ | ----------------- |
| Luxemburg      | 11. Juli 1959      | 18                |
| Norwegen       | 7. August 1959     | 60                |
| Dänemark       | 24. August 1959    | 16                |
| Griechenland   | 18. März 1960      | 115               |
| Niederlande    | 8. April 1960      | 125               |
| Frankreich     | 15. Juli 1960      | 400               |
| Belgien        | 28. September 1960 | 80                |
| Italien        | 2. Juni 1961       | 40                |
| Schweiz        | 29. Juni 1961      | 10                |
| Österreich     | 27. November 1961  | 95                |
| Großbritannien | 9. Juni 1964       | 11                |
| Schweden       | 3. August 1964     | 1                 |
| Gesamt:        |                    | 971               |

Die Verteilung der Gelder überließ Deutschland den Empfängerstaaten an die dort ansässigen Geschädigten. Zwangsarbeiter und Widerstandskämpfer gingen leer aus. Bei der Aufschlüsselung der Zahlungen an einzelne Länder, die unter Wahrung der Rechtsposition ausdrücklich als freiwillig bezeichnet wurde, berücksichtigte die deutsche Regierung den unterschiedlich starken Druck der öffentlichen Meinung in diesen Ländern und die erhoffte außenpolitische Wirkung.
Zu diesen Globalabkommen wird auch der deutsch-griechische Vertrag vom 18. März 1960 gezählt, aufgrund dessen Deutschland 115 Millionen D-Mark (heutige Kaufkraft: 458,5 Millionen Euro) zur Verteilung an „zugunsten der aus Gründen der Rasse, des Glaubens oder der Weltanschauung von nationalsozialistischen Verfolgungsmaßnahmen betroffenen Staatsangehörigen, die durch diese Verfolgungsmaßnahmen Freiheitsschäden oder Gesundheitsschädigungen erlitten haben, sowie besonders auch zugunsten der Hinterbliebenen der infolge dieser Verfolgungsmaßnahmen Umgekommenen“, zahlte. Dieser Vertrag dürfte jedoch nicht zwingend darlegen, dass Griechenland heute die Reparationsforderung bezüglich der Zwangsanleihe nicht mehr zusteht. Schon der offizielle Name Vertrag zwischen der Bundesrepublik Deutschland und dem Königreich Griechenland über Leistungen zugunsten griechischer Staatsangehöriger, die von nationalsozialistischen Verfolgungsmaßnahmen betroffen sind besagt, dass es in dem Abkommen um das Leid und die Ansprüche der griechischen Bürger geht, nicht aber um Ansprüche des griechischen Staats. Auch der wissenschaftliche Dienst des Deutschen Bundestages stellte in dieser Sache fest, dass sich „der Vertrag explizit auf die Entschädigung von griechischen Staatsangehörigen, die aus Gründen der Rasse, des Glaubens oder der Weltanschauung von nationalsozialistischen Verfolgungsmaßnahmen betroffen waren, und deren Angehörige bezog. Darüber hinausgehende Reparationsfragen wie die Rückzahlung der ‚Deutschen Restschuld‘ regelte der Vertrag nicht.“
Das Abkommen vom 9. Oktober 1975 zwischen der Bundesrepublik Deutschland und der Volksrepublik Polen über Renten- und Unfallversicherung verpflichtete die deutsche Sozialversicherung zur Zahlung von 1,3 Milliarden DM an Polen. Damit sollten gegenseitige Forderungen pauschal saldiert werden. Jedenfalls ein Zweck dieser Zahlungen war die Abgeltung von Rentenansprüchen polnischer Zwangsarbeiter, denen man während des Krieges Versicherungsbeiträge abgezogen hatte. Nach der Deutschen Wiedervereinigung wurden globale Abkommen mit Polen (1991) und 1993 mit den Nachfolgestaaten der Sowjetunion (Russische Föderation, Ukraine und Belarus) abgeschlossen, außerdem Vereinbarungen mit den drei baltischen Staaten (1995) und 1998 der deutsch-tschechische Zukunftsfonds.

#### Italien
Im Jahr 1998 verklagte ein italienischer Staatsbürger, der 1944 nach Deutschland deportiert worden war und dort Zwangsarbeit leisten musste, die Bundesrepublik Deutschland vor einem italienischen Gericht auf Zahlung von Entschädigung. Nachdem seine Klage in den ersten beiden Instanzen wegen völkerrechtlicher Immunität Deutschlands abgewiesen worden war, entschied der italienische Kassationsgerichtshof am 11. März 2004, dass Deutschland sich nicht auf Immunität berufen könne, weil diese bei völkerrechtlichen Verbrechen nicht gelte und gab der Klage statt. Es folgten Entschädigungsklagen weiterer italienischer Opfer des NS-Regimes gegen die Bundesrepublik Deutschland vor italienischen Gerichten, die ebenfalls Erfolg hatten.
Mit Urteil vom 3. Dezember 2012 entschied jedoch der Internationale Gerichtshof (IGH), dass das Verhalten Italiens gegen das Völkerrecht verstieß. Ungeachtet der Frage, ob Italien im Friedensvertrag mit den Alliierten vom 10. Februar 1947 oder dem Abkommen mit der Bundesrepublik Deutschland vom 2. Juni 1961 gegen Zahlung von 40 Mio. DM auf Ansprüche seiner Staatsbürger gegen die Bundesrepublik Deutschland wegen Verbrechen des NS-Regimes verzichtet habe, stellte der IGH fest, dass die italienische Justiz durch die Urteile die Deutschland völkergewohnheitsrechtlich zukommende Staatenimmunität missachtet habe. Diese beschränkt die Unterwerfung eines Staates unter die Gerichtsbarkeit eines anderen Staates und ist eine Ausprägung der souveränen Gleichheit der Staaten.
Deutschland erhob im Mai 2022 vor dem IGH Klage gegen Italien, um die Zwangsversteigerung deutscher Immobilien in Italien zugunsten der in Italien erfolgreichen Kläger zu verhindern. Aufgrund eines Dekrets der italienischen Regierung von Juni 2022 wurden bereits eingeleitete Vollstreckungsverfahren gegen die Bundesrepublik Deutschland von Gesetzes wegen eingestellt und bereits ergangene Entscheidungen aufgehoben. Die Bundesregierung hat ihren Antrag auf einstweilige Anordnung deshalb wieder zurückgezogen, hält an der Fortführung des Hauptsacheverfahrens gegen die Italienische Republik vor dem IGH aber fest.
Art. 43 des Dekrets sieht die Einrichtung eines bis zum Jahr 2026 mit 55,4 Mio. Euro versehenen Entschädigungsfonds vor, an dem die Bundesregierung nicht beteiligt ist.

### Individuelle Entschädigung in der Bundesrepublik Deutschland
Verfolgte des NS-Regimes, die am 1. Januar 1947 (seit 1956: am 1. Dezember 1952) ihren Wohnsitz in der Bundesrepublik Deutschland oder West-Berlin hatten oder die vor ihrem Tod oder ihrer Auswanderung dort gelebt hatten, konnten in der Bundesrepublik Deutschland Entschädigung für Schäden an Leben, Körper, Gesundheit, Freiheit, Eigentum oder Vermögen sowie im beruflichen oder wirtschaftlichen Fortkommen geltend machen.

## Deutsche Demokratische Republik

### Ablehnung von Wiedergutmachungsforderungen
Nach DDR-Geschichtsdeutung war die Machtübernahme der Nationalsozialisten durch die „Machenschaften der Monopolkapitalisten“ verursacht und die „Arbeiterklasse des deutschen Volkes missbraucht worden“. Das hatte für die DDR-Bevölkerung schuldentlastende Wirkung. Die DDR verweigerte Verhandlungen über Entschädigungen, sowohl mit den Staaten des Warschauer Pakts als auch insbesondere gegenüber Israel und der Jewish Claims Conference.
Im Gegensatz zur westlichen Entschädigung gab es – von Ausnahmen abgesehen – keine Rückerstattung von Vermögen oder Immobilien. Der SED-Politiker Paul Merker wurde im März 1955 vom Obersten Gericht der DDR zu acht Jahren Zuchthaus verurteilt, weil er sich für Entschädigungszahlungen an Überlebende des Holocaust und für die Rückerstattung „arisierten“ Eigentums ausgesprochen hatte.
Die Wiedergutmachungsforderungen des als „faschistischer Aggressor“ bezeichneten Staates Israel wurden abgelehnt. Auch zeigte sich die DDR nicht bereit, erbenlose jüdische Immobilien und Vermögen zurückzuerstatten. Mit Hinweis auf die umfangreichen Reparationsleistungen an die UdSSR, im Sprachgebrauch mit dem Begriff Wiedergutmachung belegt, wurden alle weiteren Forderungen zurückgewiesen. Diese wurden nach der Wiedervereinigung im Rahmen einer gesamtdeutschen Neuordnung berücksichtigt.

### Ehrenpensionen
Nach der Verordnung über Ehrenpensionen von 1965 erhielten Männer und Frauen mit Wohnsitz in der DDR, die gegen Faschismus und Militarismus gekämpft hatten, zur Würdigung ihrer Verdienste eine Ehren- bzw. Hinterbliebenenpension. Es wurde zwischen „Kämpfern gegen den Faschismus“ (800 MDM mtl.) und  „Verfolgten des Naziregimes“ (600 MDM mtl.) unterschieden. Die allgemeine Altersrente betrug in der DDR im Jahr 1966 durchschnittlich 164 Mark.
Für die Zuerkennung der Eigenschaft als „Kämpfer gegen den Faschismus“ war außer der Anerkennung als „Verfolgter des Faschismus“ unter anderem ein Eintreten für die „Stärkung der Arbeiter- und Bauern-Macht in der Deutschen Demokratischen Republik“ Voraussetzung. Die Aberkennung des Verfolgtenstatus war möglich, wenn der Antragsteller geeignet schien, die „politische Bedeutung“ der Verfolgten des Naziregimes herabzusetzen oder nicht näher definierten „neofaschistischen Bestrebungen“ Vorschub zu leisten. Opfergruppen wie den Zeugen Jehovas, des ‚Zionismus‘ verdächtigten jüdischen Menschen, Mitgliedern kirchlicher Widerstandsgruppen, NS-Verfolgten aus dem Umkreis des Attentats vom 20. Juli 1944 oder kommunistischen Oppositionellen wurde wegen mangelnder ideologischer Verlässlichkeit der Opferstatus aberkannt.
Berechtigte und ihre Hinterbliebenen erhielten außerdem Starthilfen und zusätzliche Sozialfürsorgeleistungen, ab 1973 auch eine bevorzugte medizinische Betreuung. Sie konnten fünf Jahre früher die Altersrente beanspruchen; ihre Kinder wurden bei der Vergabe von Studienplätzen bevorzugt.

### Erklärung der Volkskammer 1990
Nach der Konstituierung der letzten und einzigen demokratisch gewählten Volkskammer der DDR distanzierte sich diese am 12. April 1990 von der Zionismus-Resolution der UNO vom 10. November 1975, der die DDR seinerzeit zugestimmt hatte. Mit einer Mehrheit der arabischen und der sozialistischen Länder war der Zionismus als „eine Form des Rassismus“ verurteilt worden. Außerdem bekannte sich die Volkskammer in einer Erklärung zur Mitverantwortung für den Holocaust, bat um Verzeihung für die Feindseligkeit der DDR-Politik gegenüber Israel und bedauerte den Antisemitismus in der DDR:

„Wir bitten die Juden in aller Welt um Verzeihung. Wir bitten das Volk in Israel um Verzeihung für Heuchelei und Feindseligkeit der offiziellen DDR-Politik gegenüber dem Staat Israel und für die Verfolgung und Entwürdigung jüdischer Mitbürger auch nach 1945 in unserem Lande.“

## Wiedergutmachung nach der Wiedervereinigung

### Entschädigungsrenten für Opfer des Nationalsozialismus im Beitrittsgebiet
Nach dem Einigungsvertrag liefen die in der DDR gezahlten Ehrenpensionen am 31. Dezember 1991 aus. Sie wurden mit Wirkung zum 1. Mai 1992 als Entschädigungsrenten in Höhe der für Verfolgte erbrachten Ehrenpensionen (1400 DM mtl.) und in Höhe der für Witwen und Witwer von Verfolgten erbrachten Hinterbliebenenpensionen (800 DM mtl.) weitergewährt.  Die bisher höheren Leistungen für Kämpfer gegen den Faschismus und deren Hinterbliebene wurden auf diese Beträge herabgesetzt.
Diejenigen NS-Opfer, denen eine Ehrenpension von den früher zuständigen DDR-Stellen aus rechtsstaatswidrigen Gründen versagt oder – nach ursprünglicher Bewilligung – nachträglich wieder entzogen worden war, erhielten ein Neuantragsrecht.

### Gesetz zur Regelung offener Vermögensfragen
Rechtsgrundlagen für Restitutionen von Vermögenswerten bzw. Entschädigungen an NS-Verfolgte im Beitrittsgebiet sind § 1 Abs. 6 des Gesetzes zur Regelung offener Vermögensfragen (VermG) von 1990 sowie das NS-VEntschG (NS-Verfolgtenentschädigungsgesetz) von 1994. Sofern eine Rückgabe aus rechtlichen oder tatsächlichen Gründen nicht möglich war, wurde eine Entschädigungen aus einem nicht rechtsfähigen Sondervermögen des Bundes geleistet.

### Härtefonds für jüdische Verfolgte (Artikel 2-Abkommen)
Nachdem NS-Opfer in den kommunistisch regierten Staaten des Warschauer Paktes von der Geltung des Bundesentschädigungsgesetzes (BEG) ausgenommen und die letzte Frist zur Antragsstellung nach dem BEG-Schlussgesetz Ende 1969 abgelaufen war, wurde von der Bundesrepublik Deutschland 1980 ein „Härtefonds“ eingerichtet. Unter bestimmten Voraussetzungen konnten Juden, die aus der damaligen Sowjetunion nach Israel, in die USA und andere Länder ausgewandert und aus von ihnen nicht zu vertretenen Gründen von bisherigen gesetzlichen Entschädigungsleistungen ausgeschlossen waren, eine Einmalleistung in Höhe 5.000 DM beantragen. Die administrative Umsetzung dieser Richtlinie lag in Händen der Jewish Claims Conference.
Gemäß Artikel 2 der Vereinbarung vom 18. September 1990 zum Einigungsvertrag und nochmals mit Vereinbarung vom 15. November 2012 zwischen dem damaligen Bundesfinanzminister Wolfgang Schäuble und dem Vorsitzenden der Jewish Claims Conference wurde der Berechtigtenkreis ausgeweitet, insbesondere auf jüdisch Verfolgte, die im Gebiet Osteuropas und der ehemaligen Sowjetunion lebten. Hierdurch sollte insbesondere die ablehnende Haltung der DDR in Entschädigungsfragen überwunden werden.
Artikel 2 lautet:

„Die vertragschließenden Seiten geben ihrer Absicht Ausdruck, gemäß Beschluß der Volkskammer der Deutschen Demokratischen Republik vom 14. April 1990 für eine gerechte Entschädigung materieller Verluste der Opfer des NS-Regimes einzutreten. In der Kontinuität der Politik der Bundesrepublik Deutschland ist die Bundesregierung bereit, mit der Claims Conference Vereinbarungen über eine zusätzliche Fondslösung zu treffen, um Härteleistungen an die Verfolgten vorzusehen, die nach den gesetzlichen Vorschriften der Bundesrepublik Deutschland bisher keine oder nur geringfügige Entschädigungen erhalten haben.“

Aus dem sog. Artikel 2-Fonds erhielt die Jewish Claims Conference bis zum 30. Juni 2021 Einmalbeihilfen zur Abgeltung von Härten im Einzelfall in Höhe von rund 1,086 Mrd. Euro, laufende Beihilfen für jüdische Verfolgte mit besonders schwerem Verfolgungsschicksal in Höhe von rund 4,620 Mrd. Euro sowie einmalige Überbrückungsleistungen in Höhe von rund 109,743 Mio. Euro. Außerdem werden rund 300 Institutionen weltweit gefördert, die die jüdischen Verfolgten im häuslichen Bereich unterstützen. Verwaltungskosten werden der Jewish Claims Conference jeweils in notwendiger Höhe erstattet.

### Vereinbarungen mit osteuropäischen Staaten
In Anlehnung an die 1959 bis 1964 mit westeuropäischen Staaten getroffenen bilateralen Abkommen wurden nach Herstellung der Deutschen Einheit und dem Ende des Kalten Krieges auch mit osteuropäischen Staaten entsprechende Verträge zugunsten von Opfern der nationalsozialistischen Verfolgung im Sinne des § 1 BEG geschlossen. Dazu zählen etwa die Stiftung Polnisch-Deutsche Aussöhnung von 1992 oder der Deutsch-Tschechische Zukunftsfonds von 1997.
Mit den drei Nachfolgestaaten der Sowjetunion Belarus, Russische Föderation und Ukraine wurden 1993 jeweils die Stiftungen „Verständigung und Aussöhnung“ in Minsk, Moskau und Kiew gegründet. Den drei baltischen Staaten Estland, Lettland und Litauen gewährte die Bundesrepublik Deutschland separate Hilfen in Höhe von 2 Mio. DM (1,02 Mio. Euro) für die Förderung sozialer Einrichtungen für NS-Opfer.
Der Beschluss des Haushaltsausschusses des Deutschen Bundestages vom 14. November 1996 über eine Verpflichtungsermächtigung in Höhe von 80 Mio. DM zur Entschädigung von Opfern des Nationalsozialismus in den mittel- und osteuropäischen Staaten (sog. „Hirsch-Initiative“) galt ehemaligen Verfolgten in Albanien, Bosnien, Bulgarien, dem ehemaligen Jugoslawien, Kroatien, Mazedonien, Rumänien, Slowakei, Slowenien und Ungarn. Die Durchführung wurde zumeist dem Nationalen Roten Kreuz übertragen.

### Opfer der NS-Militärjustiz
Die Opfer der Wehrmachtsjustiz bzw. ihren Angehörigen erhielten nach dem Erlass des Bundesministeriums der Finanzen zur abschließenden Regelung der Rehabilitierung und Entschädigung von während des Zweiten Weltkrieges aufgrund der Tatbestände Wehrkraftzersetzung, Kriegsdienstverweigerung und Fahnenflucht Verurteilten vom 17. Dezember 1997 eine pauschale einmalige Entschädigung in Höhe von 7 500 DM.

### Stiftung „Erinnerung, Verantwortung und Zukunft“
Seit 1998 wurden in den USA zahlreiche Sammelklagen auf Entschädigung von ehemaligen Zwangsarbeitern eingereicht. Der ungewisse Ausgang solcher Klagen, aber auch die dadurch ausgelöste politische Diskussion führten im Jahre 2000 zur Gründung der Stiftung „Erinnerung, Verantwortung und Zukunft“. Diese sollte „die bisherigen Wiedergutmachungsregelungen noch einmal ergänzen und ein in finanzieller Hinsicht abschließendes Zeichen der moralischen Verantwortung für die damaligen Geschehnisse setzen.“ Das Stiftungsvermögen von 10 Milliarden DM wurde zu gleichen Teilen von Industrie und Bund aufgebracht und über Partnerorganisationen bis zum 31. Dezember 2006 an ehemalige Zwangsarbeiter in fünf osteuropäischen Staaten, Israel und den USA ausgezahlt. Vorbedingung für diese Zusage war die vollständige Rücknahme der Klagen.

## Gezahlte Beträge
Die Gesamtsumme aller Entschädigungsleistungen der öffentlichen Hand belief sich bis Ende 2022 auf 81,967 Milliarden Euro. Sie umfasst Zahlungen nach dem BEG, dem BRüG, dem ERG, dem NS-Verfolgtenentschädigungsgesetz, dem Israelvertrag, Globalverträgen, Leistungen im Öffentlichen Dienst, für das Hilfswerk Wapniarka, Fonds für Menschenversuchsopfer, Leistungen der Bundesländer außerhalb des BEG, diverse Härteregelungen und Leistungen an die Stiftung Erinnerung, Verantwortung und Zukunft.
Nach dem erklärten Willen der Bundesregierung sollen die zuerkannten laufenden Entschädigungszahlungen den Verfolgten des Nazi-Regimes bis an deren Lebensende zugutekommen.

## Strittige Fälle
Im Fall der Deutschen Zwangsanleihe in Griechenland und der Reparationsforderungen der Republik Griechenland gegen die Bundesrepublik Deutschland wurden bis heute mit dem betroffenen Land keine Einigkeit erzielt, während Regierungen der Bundesrepublik Deutschland die Angelegenheit als erledigt ansehen.
In der Frage der Weltkriegsreparationen und des Zwangskredits, die seit 1945 nicht bilateral geklärt sind, änderte sich die Haltung Deutschlands insofern, als dass 2019 ein Gutachten des Bundestages Zweifel an der bisherigen Position der Bundesregierungen hegte, wonach Deutschland nicht zahlen muss, und regte eine Klärung vor dem Internationalen Gerichtshof an.

## Film
- Das falsche Wort – Die Verfolgung und Vernichtung von Sinti und Roma in der NS-Zeit und die „Wiedergutmachung“ in Deutschland nach 1945. Dokumentarfilm von Melanie Spitta und Katrin Seybold, 1987, 85 min.[87]
- Hafen der Hoffnung – Haifa: Das Tor Israels. Abgerufen am 29. November 2020.
- Reckonings – The First Reparations.[88] Dokumentarfilm von Roberta Grossman, 2022, 74 Min. (zum Luxemburger Abkommen).[89]